# Ahmad Al-Mutairi
Ahmad Al-Mutairi (13 febbraio 1974) è un ex calciatore kuwaitiano, di ruolo centrocampista.

## Carriera

### Club
Ha sempre giocato nel campionato kuwaitiano.

### Nazionale
È stato convocato per la Coppa d'Asia nel 2000.